# Mercedes-Benz Vito
Mercedes-Benz Vito – samochód osobowy klasy wyższej oraz dostawczy klasy średniej produkowany pod niemiecką marką Mercedes-Benz od 1996 roku. Od 2014 roku produkowana jest trzecia generacja modelu. Osobowa wersja nosiła nazwę Viano, a obecnie – Klasa V. Elektryczne warianty modeli noszą nazwę odpowiednio eVito i EQV.

## Pierwsza generacja

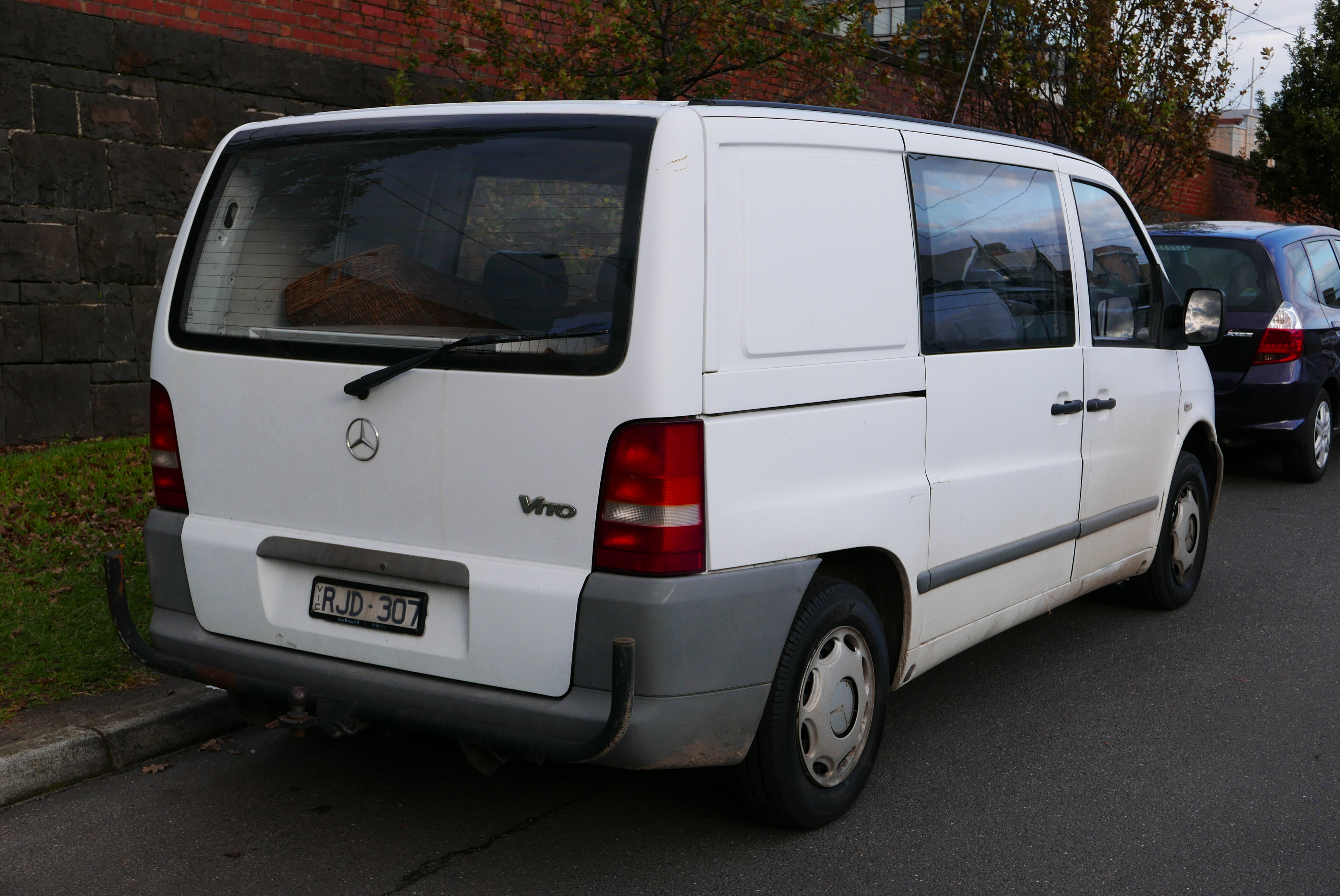
Mercedes-Benz Vito I (W638)

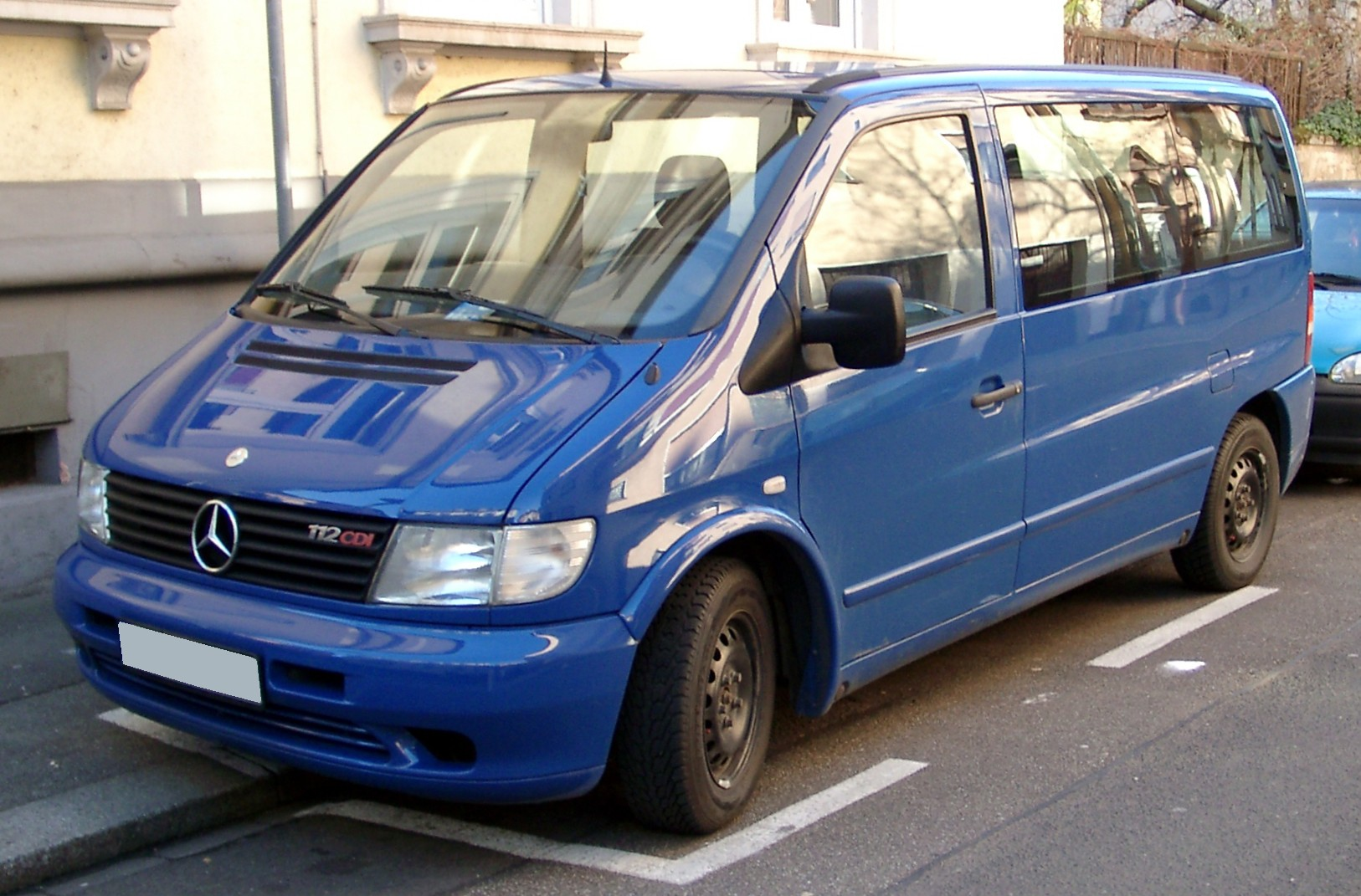
Mercedes-Benz klasy V I (W638)

Mercedes-Benz Vito I została zaprezentowana po raz pierwszy w 1996 roku. Osobowa wersja nosiła nazwę Klasa V.
Samochód otrzymał kod fabryczny W638. Pojazd został zbudowany w oparciu o płytę podłogową Volkswagena T4. W 1997 roku pod maskę pojazdu trafił silnik Volkswagena VR6 o mocy 174 KM. W 1999 roku auto przeszło facelifting. Zmieniono m.in. wnętrze oraz detale nadwozia (np. pomarańczowe kierunkowskazy zastąpiono białymi kloszami) i przede wszystkim wprowadzono nowoczesne jednostki CDI o mocy nawet 122 KM.
Model ten otrzymał tytuł Van of the Year 1996.

### Wersje nadwoziowe[2]
- furgon – 3 osobowa
- kombi (w tym klasa V) – 2 – 9 osobowa

### Silniki

#### Silniki wysokoprężne (1996−1999)
Vito 108D, 2.3D, 58 kW (79 KM), 1996−1999
Vito 110D, 2.3TD, 72 kW (98 KM), 1996−1999

#### Silniki benzynowe (1996−2003)
Vito 113, 2.0, 94 kW (129 KM), 1996−2003
Vito 114, 2.3, 105 kW (143 KM), 1996−2003
Vito 280 (od 1997 roku), 2.8 VR6, 127 kW (174 KM), 1997–2003

#### Silniki wysokoprężne (1999–2003)
Vito 108 CDI, 2.2 CDI, 60 kW (82 KM), 1999–2003
Vito 110 CDI, 2.2 CDI, 75 kW (102 KM), 1999–2003
Vito 112 CDI, 2.2 CDI, 89 kW (122 KM), 1999–2003

## Druga generacja

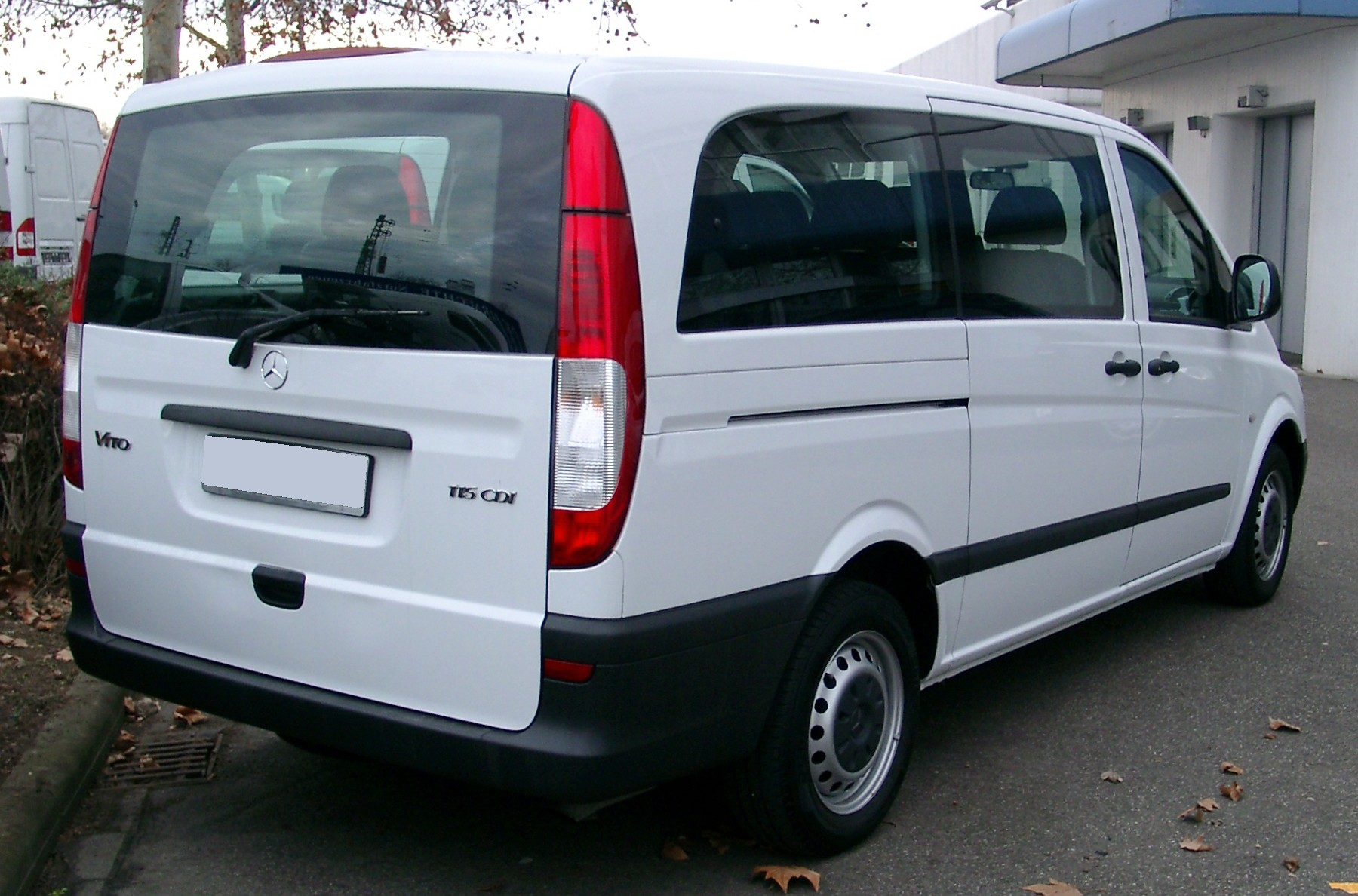
Mercedes-Benz Vito II (W639) – tył

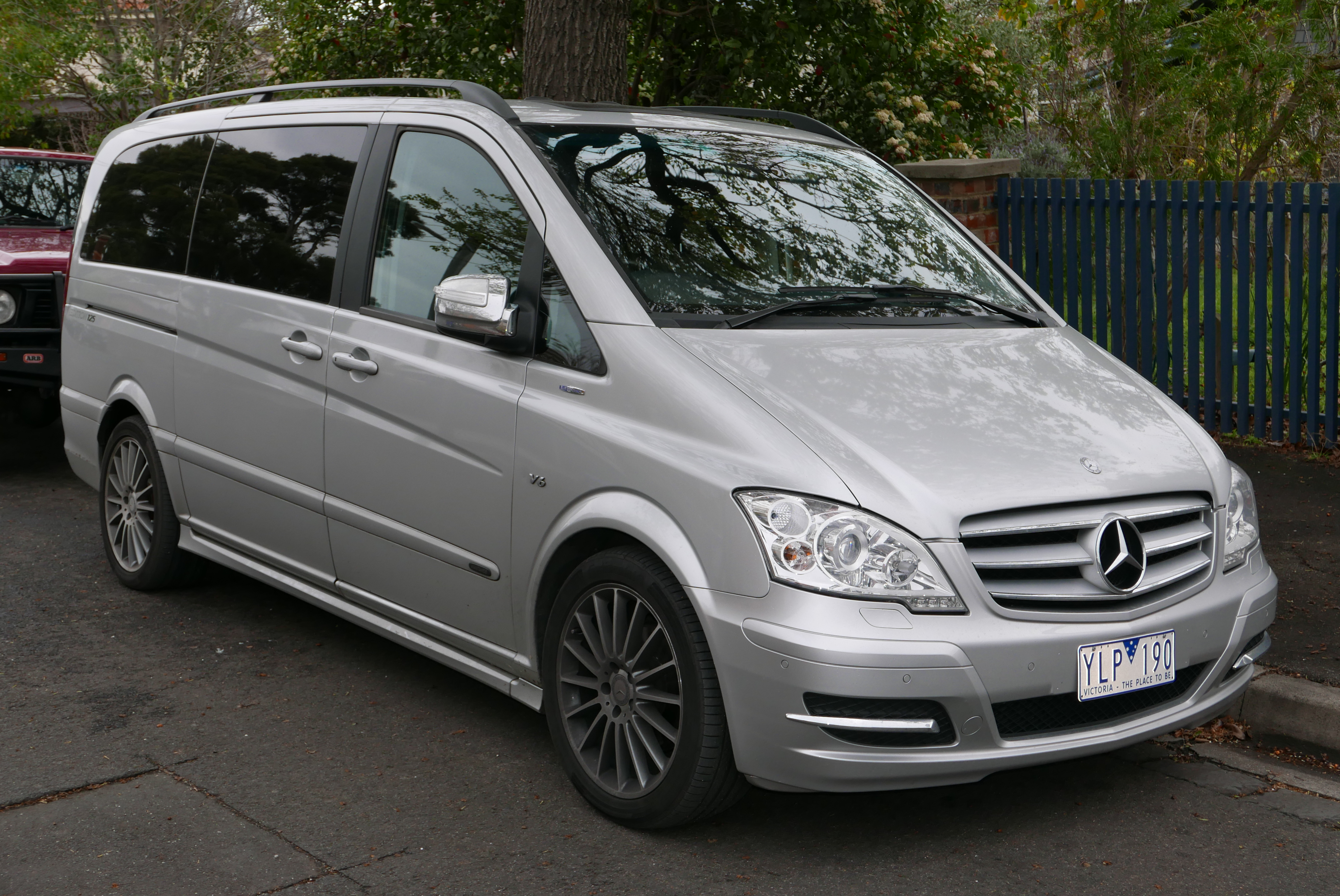
Mercedes-Benz Viano (W639) po liftingu

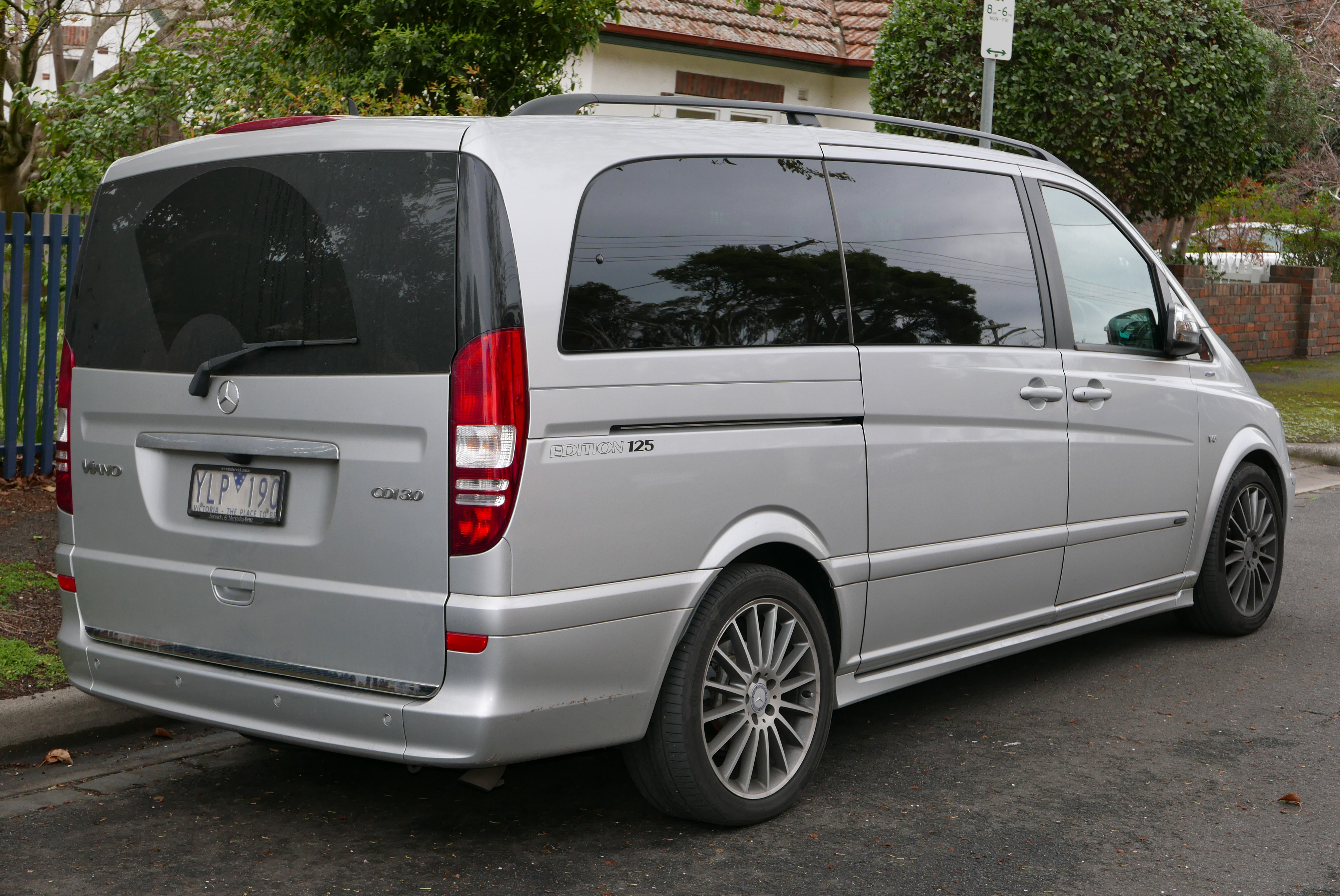
Mercedes-Benz Viano (W639) po liftingu – tył

Mercedes-Benz Vito II został zaprezentowany po raz pierwszy w 2003 roku. Osobowa wersja nosiła nazwę Viano.
Samochód otrzymał kod fabryczny W639. Gama silników została lekko zmieniona. W miejsce przedniego napędu pojawił się tylny, co poprawiło zwrotność. Poza unowocześnieniami, jak bogatsze wyposażenie i lepsze materiały wykończeniowe pojawiła się możliwość konfiguracji długości nadwozia. Dokonano podziału na wersję użytkowo-towarową, furgon towarowy, osobowy, mieszany także z wysokim dachem oraz na osobowo-luksusową pod nazwą Viano.
W 2010 roku auto przeszło facelifting. Zmieniono przednie i tylne światła, błotniki oraz przemodelowano zderzaki. Zmianie uległo także wnętrze oraz charakterystyka zawieszenia. Wprowadzono również nowe wersje silnikowe. W lipcu 2010 roku rozpoczęła się pilotażowa produkcja całkowicie elektrycznej wersji samochodu – Mercedes-Benz Vito E-Cell o zasięgu 130 km po jednym ładowaniu.
Model ten otrzymał tytuł Van of the Year 2005.

### Silniki

#### Silniki benzynowe
- Vito 119, 3,2 l, 140 kW (190 KM), 2003–2008
- Vito 122, 3,2 l, 160 kW (218 KM), 2003–2004
- Vito 123, 3,7 l, 170 kW (231 KM), 2004–2008
- Vito 126, 3,5 l, 190 kW (258 KM), od 2007

#### Silniki wysokoprężne
- Vito 109 CDI, 2,2 l, 65 kW (88 KM), 2003–2006
- Vito 109 CDI, 2,2 l, 70 kW (95 KM), 2006–2010
- Vito 110 CDI, 2,2 l, 70 kW (95 KM), od 2010
- Vito 111 CDI, 2,2 l, 80 kW (109 KM), 2003–2006
- Vito 111 CDI, 2,2 l, 85 kW (116 KM), 2006–2010
- Vito 113 CDI, 2,2 l, 100 kW (136 KM), od 2010
- Vito 115 CDI, 2,2 l, 110 kW (150 KM), 2003–2010
- Vito 116 CDI, 2,2 l, 120 kW (163 KM), od 2010
- Vito 120 CDI, 3,0 l, 150 kW (204 KM), 2006–2010
- Vito 122 CDI, 3,0 l, 165 kW (224 KM), od 2010

### Wersje wyposażeniowe
- Trend
- Fun
- Ambiente

### Wersje nadwoziowe
- Mixto (użytkowo-towarowa)
- Furgon osobowy
- Furgon towarowy
- Furgon osobowy z wysokim dachem
- Furgon towarowy z wysokim dachem

### Silniki (Viano)

#### Silniki benzynowe
- Viano 3.0, 3,2 l, 140 kW (190 KM), 2003–2008
- Viano 3.2, 3,2 l, 160 kW (218 KM), 2003–2004
- Viano 3.5, 3,7 l, 170 kW (231 KM), 2004–2007
- Viano 3.5, 3,5 l, 190 kW (258 KM), od 2007

#### Silniki wysokoprężne
- Viano 2.2 CDI, 2,2 l, 80 kW (109 KM), 2003–2006
- Viano 2.0 CDI, 2,2 l, 85 kW (116 KM), 2006–2010
- Viano 2.0 CDI, 2,2 l, 100 kW (136 KM), od 2010
- Viano 2.2 CDI, 2,2 l, 110 kW (150 KM), 2003–2010
- Viano 2.2 CDI, 2,2 l, 120 kW (163 KM), od 2010
- Viano 3.0 CDI, 3,0 l, 150 kW (204 KM), 2006–2010
- Viano 3.0 CDI, 3,0 l, 165 kW (224 KM), od 2010

### Wersje wyposażeniowe (Viano)
- - Trend
  - Ambiente
  - Avantgarde
  - Grand Edition Avantgarde
- Specjalne
  - X-Clusive
  - Edition 125

## Trzecia generacja

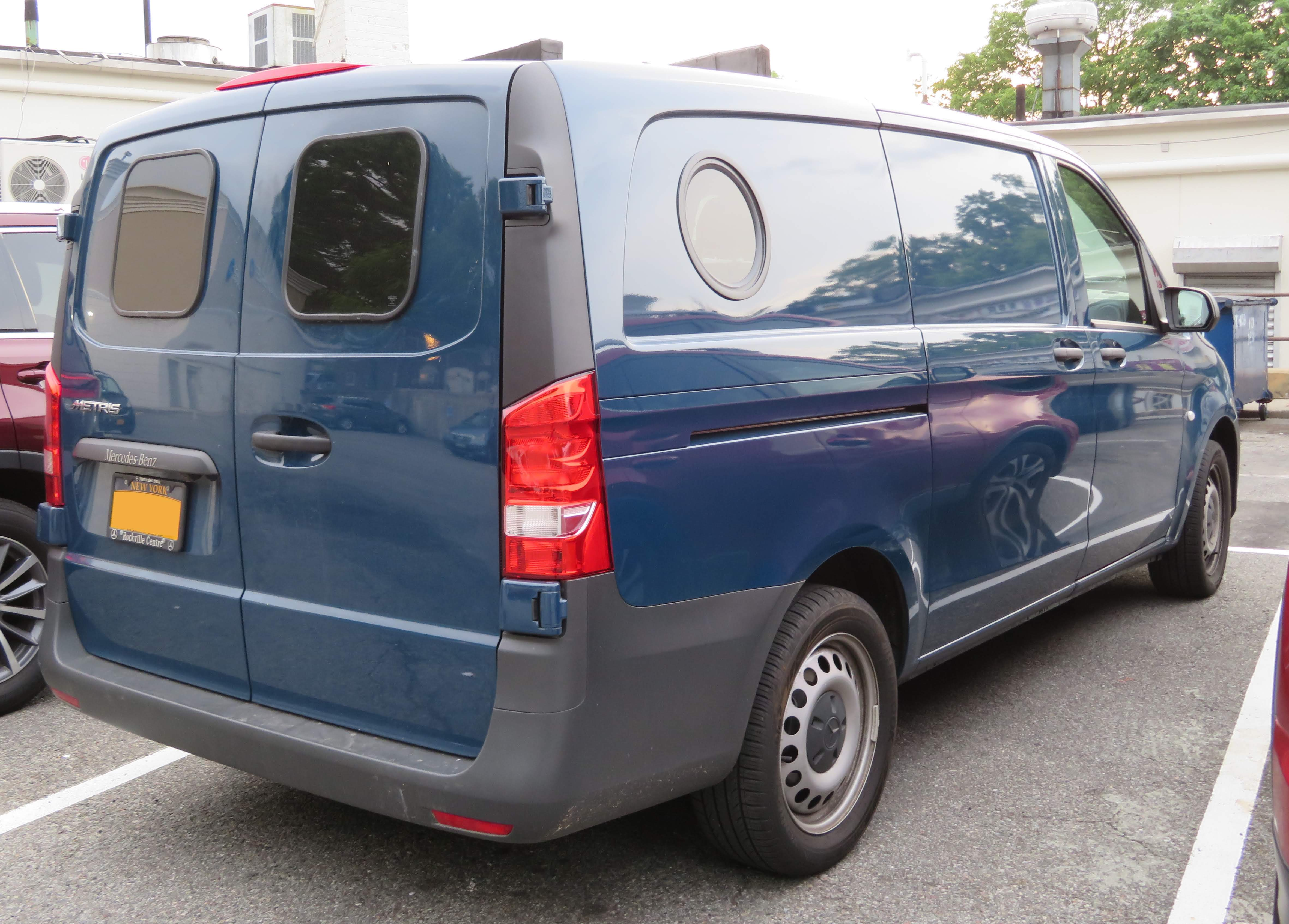
Mercedes-Benz Vito III (W447) – tył

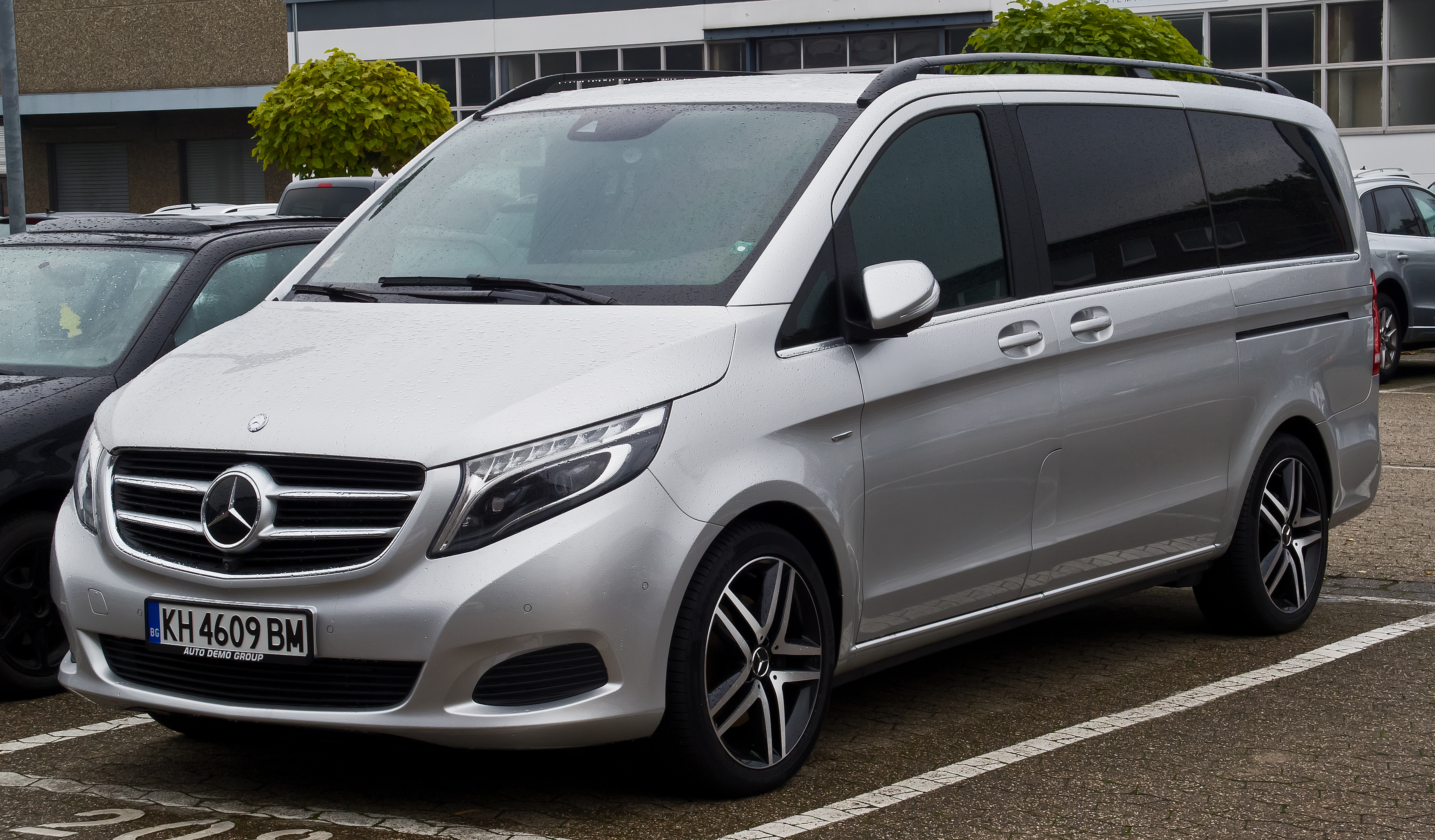
Mercedes-Benz klasy V II (W447) – wersja osobowa przed liftingiem

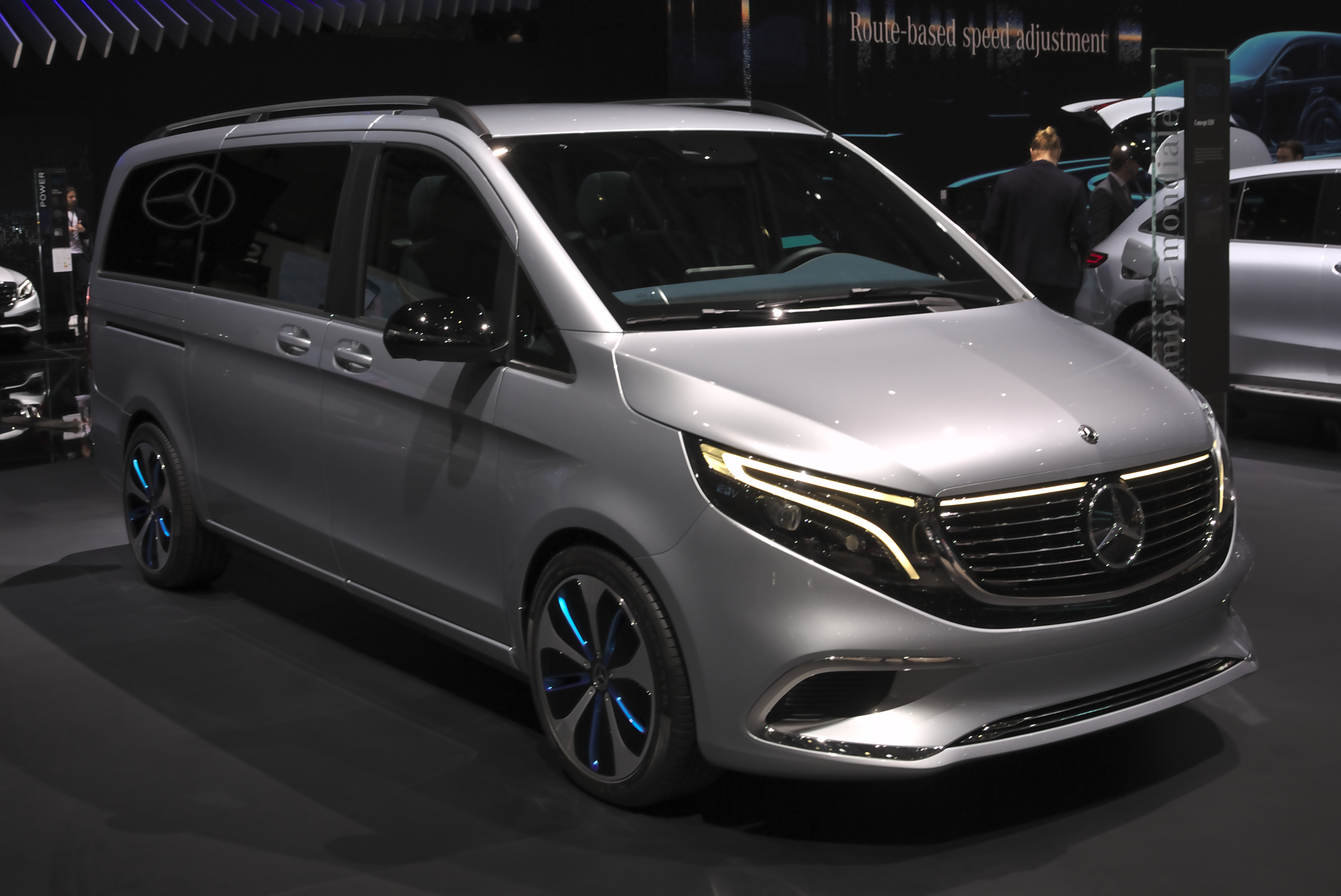
Mercedes-Benz EQV (N447) – odmiana elektryczna przed liftingiem

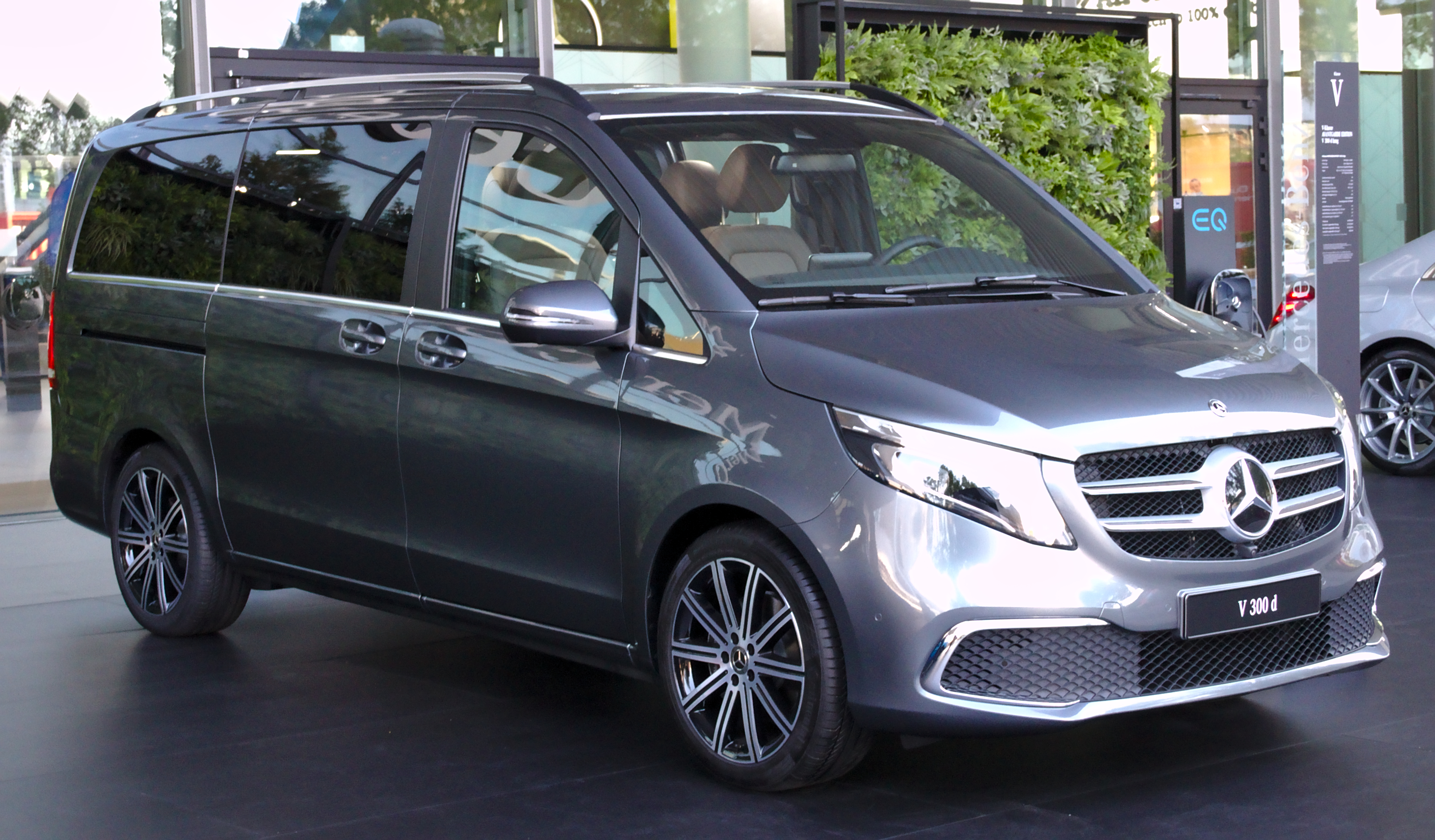
Mercedes-Benz klasy V II (W447) po pierwszym liftingu

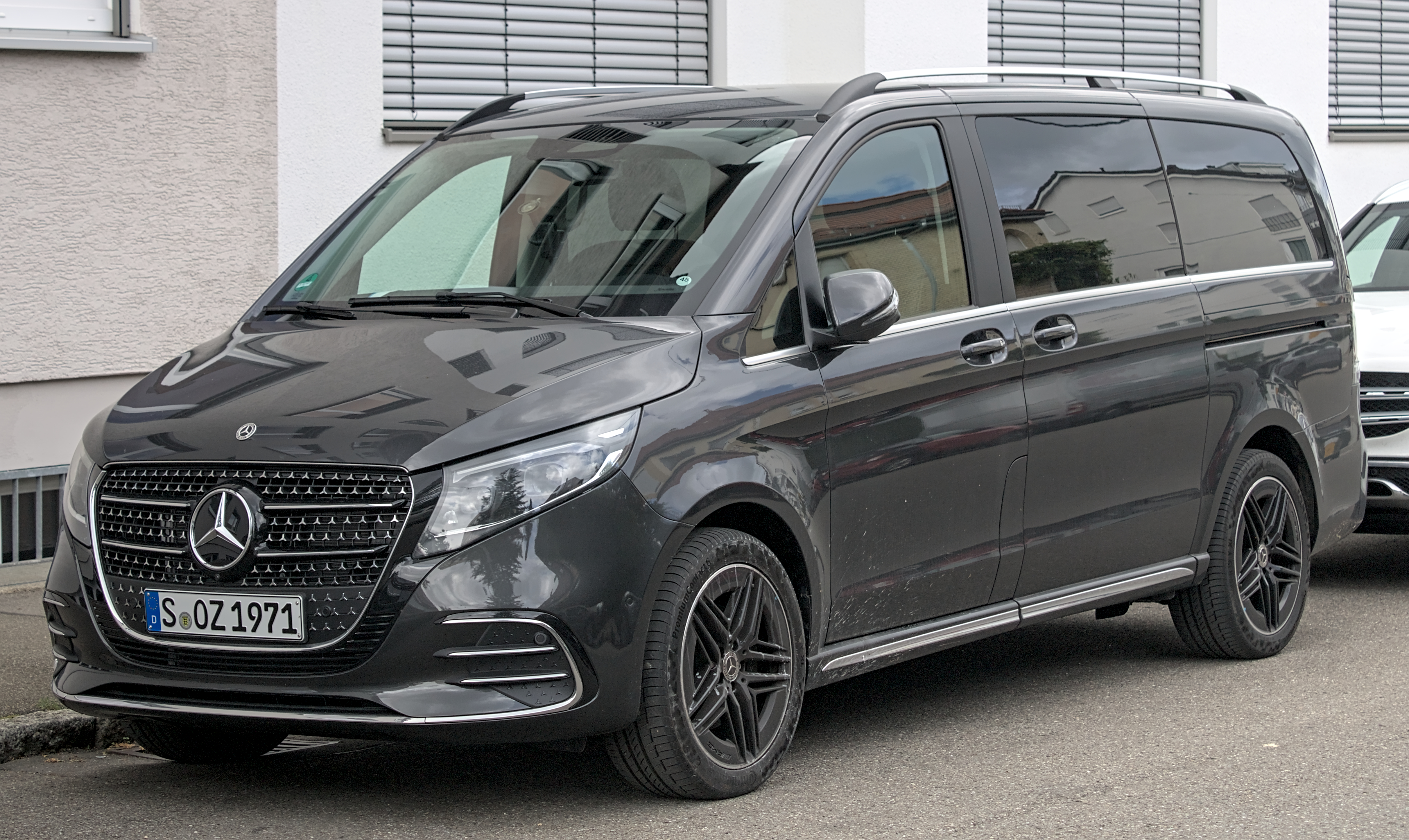
Mercedes-Benz klasy V II (W447) po drugim liftingu

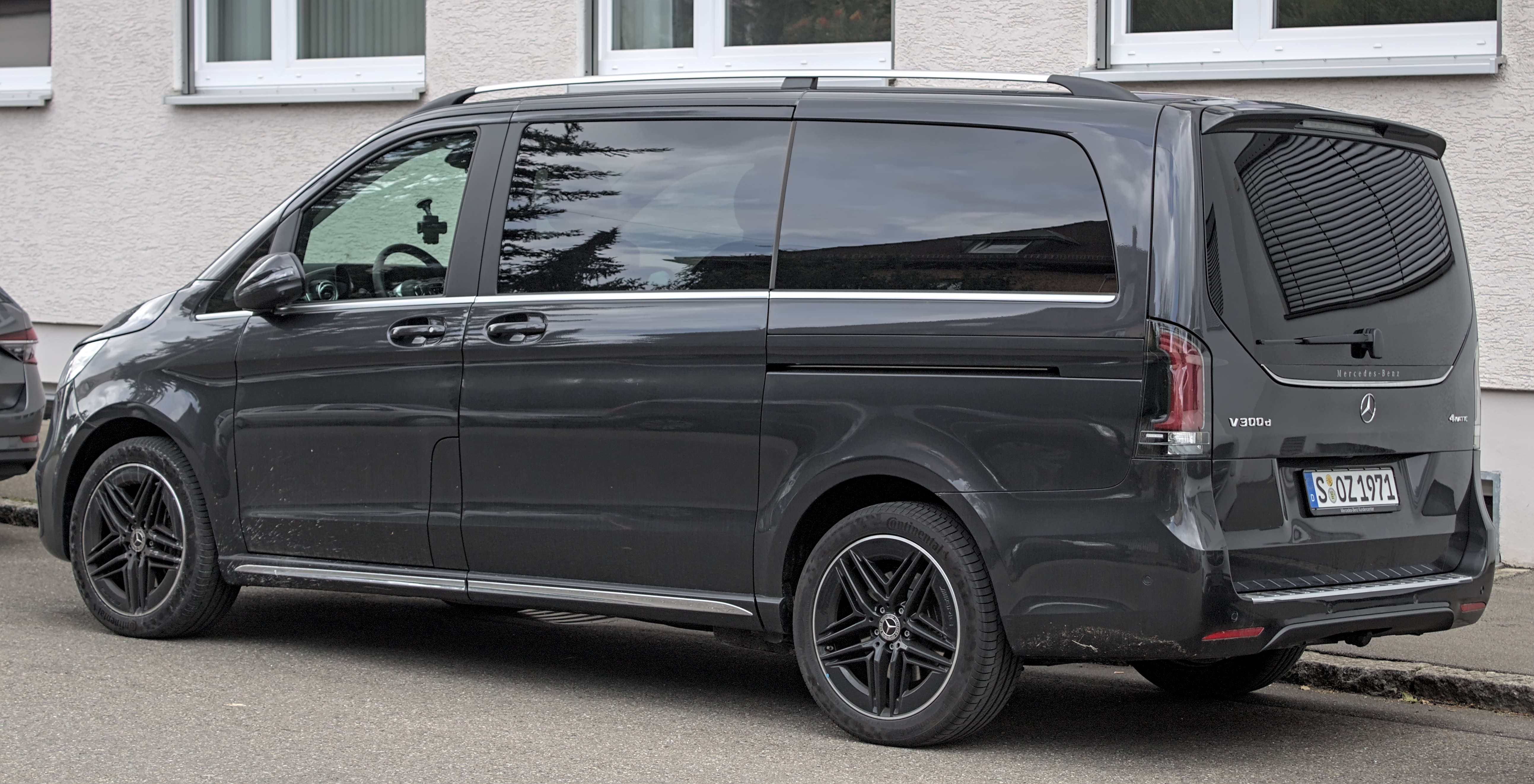
Mercedes-Benz klasy V II (W447) – tył po drugim liftingu

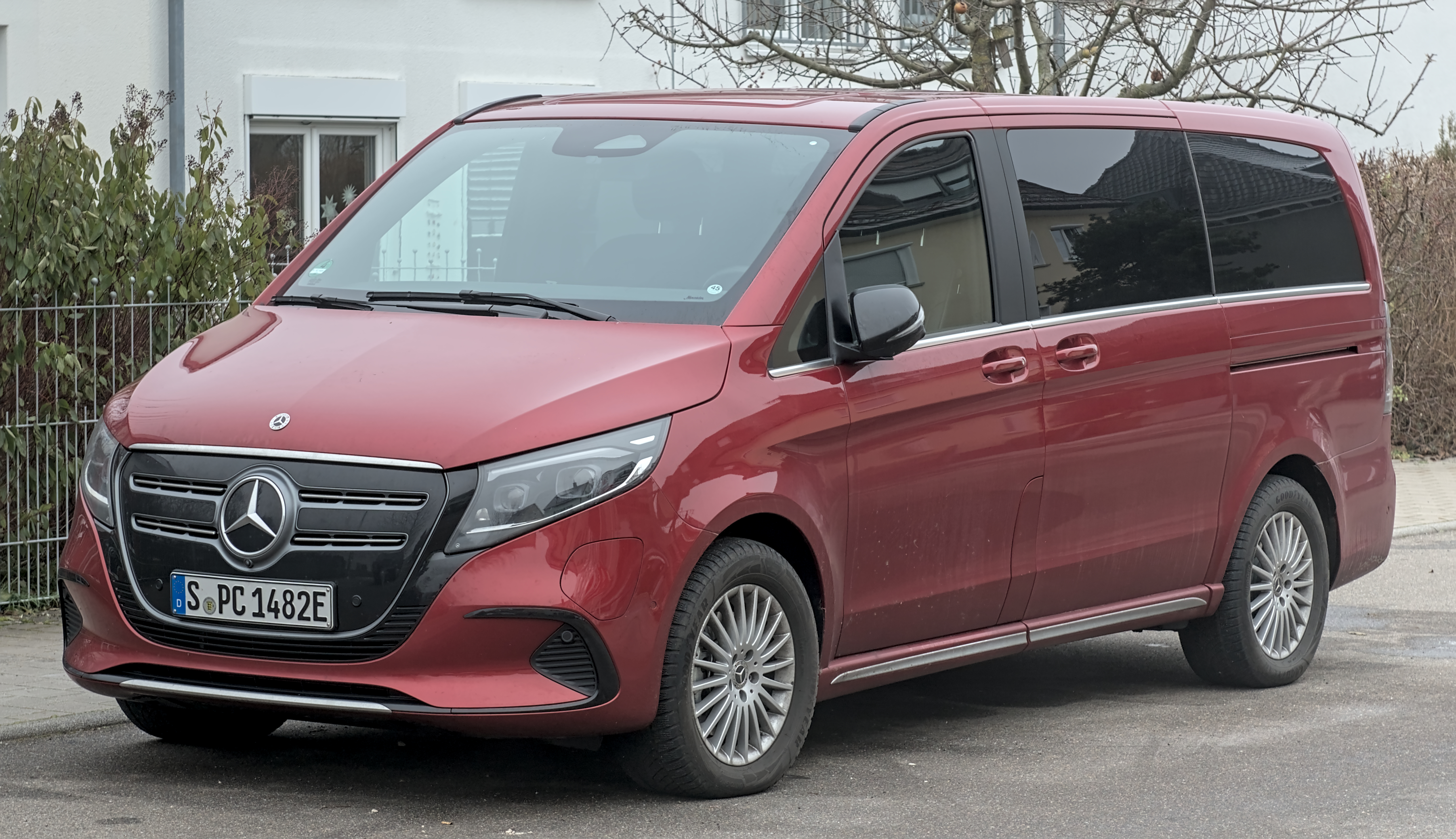
Mercedes-Benz EQV (N447) po liftingu

Mercedes-Benz Vito III został po raz pierwszy zaprezentowany w 2014 roku. Osobowa wersja ponownie nosi nazwę Klasa V.
W pierwszej kolejności zadebiutował wariant osobowy, który ujrzał światło dzienne 30 stycznia 2014 roku w Monachium. Samochód otrzymał kod fabryczny W447. Pojazd został zbudowany na płycie podłogowej poprzednika. Samochód został wyposażony w masywny wlot powietrza z opcjonalnymi reflektorami w technologii LED zachodzącymi na błotniki oraz wyraziste przetłoczenia na linii bocznej pojazdu. W stosunku do osobowej wersji auto wyróżnia się m.in. plastikowymi zderzakami bez lakieru. W przeciwieństwie do klasy V auto otrzymało skromniejszą deskę rozdzielczą.
Klasa V standardowo przeznaczona jest do transportu sześciu osób, które podróżują w indywidualnych skórzanych fotelach. Opcjonalnie pojazd może być wyposażony w osiem miejsc. Tylną część pojazdu można wyposażyć zamiast osobnych foteli w 3-osobowe kanapy, bądź łóżko sypialne z szufladami na pościel. Klasa V w porównaniu z Vito posiada inny projekt deski rozdzielczej i użyte lepsze materiały wykończeniowe.
Od połowy 2015 roku Vito pierwszy raz jest oferowane także na rynku północnoamerykańskim, przewidziano jednak dla niego inną nazwę – Metris. Na rynku australijskim z kolei wersja osobowa modelu Vito oferowana jest pod oddzielną nazwą Valente.

### Wersje wyposażeniowe (Vito)
- Furgon – służąca do transportu towarów
- Mixto – służąca do transportu do 6 osób oraz towarów (ścianka działowa na wysokości słupka C)
- Vito Tourer Base – podstawowa wersja osobowa do transportu do 9 osób
- Vito Tourer Pro – wersja osobowa do transportu do 9 osób z podwyższonym standardem wykończenia wnętrza
- Vito Tourer Select – wersja osobowa do transportu do 9 osób o wysokim standardzie wnętrza i bogatym wyposażeniu seryjnym.
- Vito Marco Polo Activity – wersja kempingowa wyposażona m.in. w składany stolik, łóżko dla trzech osób i dodatkową sekcję na dachu z piankowym materacem dla dwóch osób[11].

Standardowe wyposażenie obejmuje m.in. przednie i tylne hamulce tarczowe, system ESP oraz w zależności od wersji do ośmiu poduszek powietrznych, układ korygujący tor jazdy w obliczu bocznego wiatru (Crosswind Assist), układ monitorujący zmęczenie kierowcy (Attention Assist). Opcjonalnie auto wyposażyć można m.in. w światła do jazdy dziennej wykonane w technologii LED, system monitorowania pasa ruchu i martwego pola, asystenta parkowania oraz kamerę cofania z funkcją zbliżenia na hak holowniczy.

### Modernizacje
Na początku 2019 roku Mercedes pokazał odnowioną Klasę V (typoszereg W447). Z zewnątrz lifting ograniczył się do kosmetyki: subtelnie zmieniono wygląd zderzaków, osłony chłodnicy oraz gamę dostępnych lakierów i obręczy. W kabinie uwagę zwracają przeprojektowane otwory wentylacyjne, nowe zegary i systemy audio MBUX, poszerzony zakres konfiguracji kolorystycznych skórzanej tapicerki, a także luksusowe dodatki, jak np. tylne fotele z funkcją masażu, wentylacji i pełnego rozkładania.
Nowości są także pod maską: w ofercie pojawia się topowy wariant V 300 d z 2-litrowym dieslem biturbo o mocy 239 KM i 500 Nm maksymalnego momentu obrotowego (chwilowo, podczas przyspieszania, nawet 530 Nm). Jednostkę połączono z 9-biegowym automatem – teraz zmodyfikowanym pod kątem wyższej kultury pracy napędu i ograniczenia zużycia paliwa. Przyspieszenie od 0 do 100 km/h trwa 7,9 s, a prędkość maksymalna wynosi 221 km/.h. Takiej wersji brakowało – dotychczas najmocniejsza wysokoprężna klasa V dysponowała dieslem o mocy 190 KM. Przy okazji trzeba zaznaczyć, że obie wersje dostępne po liftingu (V 300 d o mocy 239 KM oraz V 250 d o mocy 190 KM) korzystają z nowej jednostki wysokoprężnej OM 654 o pojemności 2 l, która w 2016 r. zadebiutowała w klasie E. Wcześniejsza odmiana V 250 d korzystała z nieco wysłużonego motoru OM 651 o pojemności 2,1 l (2143 ccm). 
Latem 2023 roku samochód przeszedł kolejną modernizację. W jej ramach otrzymał przeprojektowany przedni grill oraz przedni zderzak, natomiast z tyłu pojawiły się też nowe lampy zespolone LED. Nowością jest także 5 nowych lakierów oraz 3 nowe wzory obręczy ze stopów lekkich. W środku pojawiła się całkowicie nowa deska rozdzielcza wraz z nową kierownicą a standardowe wyposażenie średniego z gamy modeli Mercedes-Benz Vans modelu obejmuje np. układ monitorujący zmęczenie kierowcy Attention Assist czy asystenta świateł drogowych z czujnikiem deszczu.

### Wersje wyposażeniowe (Klasa V)
- Classic – wersja podstawowa
- Avantgarde – wersja o podwyższonym standardzie wyposażenia standardowego, posiadająca m.in. światła LED, drzwi z obu stron, felgi aluminiowe 17-calowe alufelgi i skórzaną tapicerkę[15].
- Exclusive – wersja z bogatym wyposażeniem, zawierającym m.in. podłokietnik z lodówką, szklany dach czy 6 ogrzewanych i wentylowanych foteli oraz 19-calowymi alufelgami. Wersja Exclusive dostępna jest tylko w wersji długiej pojazdu[15].
- Marco Polo – wersja kempingowa powstała na bazie klasy V wyposażona m.in. w stoliki, kran, kuchenkę, wygodne łóżko, drewnianą podłogę, skórzaną tapicerkę wykończoną alkantarą[16]. Oprócz wersji z zabudową kuchenna, dostępna jest wersja HORIZON bez zabudowy kuchennej, zawierająca dolną leżankę dla trzech osób, górne łóżko dla 2 osób i mogąca posiadać maksymalnie 7 miejsc siedzących[17].

Standardowe wyposażenie pojazdu obejmuje m.in. 4-kierunkowo elektrycznie regulowany fotel kierowcy, układ monitorowania zmęczenia kierowcy (ATTENTION ASSIST) i przeciwdziałania skutkom bocznego wiatru (Crosswind Assist) centralnie umieszczony 7-calowy wyświetlacz Systemu MBUX, kierownicę wielofunkcyjną, centralny panel z obrotowym kontrolerem i innowacyjnym touchpadem, za pośrednictwem którego można sterować wszystkimi funkcjami medialnymi za pomocą dotyku i gestów
Pojazd opcjonalnie wyposażyć można w system wentylacji foteli z odwróconym ciągiem, system wstępnej ochrony Pre-Safe, klimatyzację automatyczną z trzema trybami pracy oraz funkcją wstępnego schładzania wnętrza z kluczyka, aktywny tempomat Distronic Plus, układy monitorujące martwe pole i pas ruchu (Blind Spot Assist), kamerę 360 st. oraz asystenta parkowania (Active Parking Assist), który samodzielnie wjeżdża i wyjeżdża z miejsca parkingowego (kierowcy pozostaje tylko wciskanie gazu i hamulca lub – w autach z automatyczną skrzynią – samego gazu).
Po raz pierwszy w segmencie nabywcy mogą też zamówić w pełni LED-owe przednie reflektory, współpracujące ze światłami drogowymi o zmiennym zasięgu, aktywne zawieszenie o zmiennym tłumieniu, drugie drzwi przesuwane, okna laminowane, alufelgi, skórzaną tapicerkę, 8,4-calowy system nawigacji satelitarnej, radarowy system ostrzegania przed kolizją COLLISION PREVENTION ASSIST z adaptacyjnym układem hamowania Brake Assist oraz Traffic Sign Assist z funkcją ostrzegania przed jazdą pod prąd.

### Silniki (wersja przed liftingiem)
- Wysokoprężne:

| Silnik  | Pojemność skokowa | Typ silnika | Moc maksymalna                                 | Maksymalny moment obrotowy                             | Prędkość maksymalna          | Przyspieszenie od 0 do 100 km/h |
| ------- | ----------------- | ----------- | ---------------------------------------------- | ------------------------------------------------------ | ---------------------------- | ------------------------------- |
| V 200 d | 2143 cm³          | R4          | 136 KM przy 3800 obr./min                      | 330 Nm przy 1200 – 2400 obr./min.                      | 183 km/h (automat: 181 km/h) | 13,8 s (automat: 12,8 s)        |
| V 220 d | 2143 cm³          | R4          | 163KM przy 3800 obr./min                       | 380 Nm przy 1200 – 2400 obr./min.                      | 194 km/h (automat: 195 km/h) | 11,8 s (automat: 10,8 s)        |
| V 250 d | 2143 cm³          | R4          | 190 KM (+ 14 KM overtorque) przy 3800 obr./min | 440 Nm przy (+ 40 Nm overtorque) 1200 – 2400 obr./min. | b.d. (automat: 206 km/h)     | b.d. (automat: 9,1 s)           |

### Silniki (wersja po liftingu)[19]
- Wysokoprężne

| Silnik  | Pojemność skokowa | Typ silnika | Moc maksymalna            | Maksymalny moment obrotowy      | Prędkość maksymalna          | Przyspieszenie od 0 do 100 km/h |
| ------- | ----------------- | ----------- | ------------------------- | ------------------------------- | ---------------------------- | ------------------------------- |
| V 220 d | 1950 cm³          | R4          | 163 KM przy 3800 obr./min | 380 Nm przy 1400-2400 obr./min. | 194 km/h (automat: 195 km/h) | 12,8 s. (automat 11,9 s.)       |
| V 250 d | 1950 cm³          | R4          | 190 KM przy 4200 obr./min | 440 Nm przy 1350-2400 obr./min. | b.d. (automat: 206 km/h)     | b.d (automat 10,1 s.)           |
| V 300 d | 1950 cm³          | R4          |                           | 500 Nm przy 1350-2400 obr./min. | b.d (automat 215 km/h)       | b.d (automat 8,3 s.)            |

Pojazdy wyposażone w skrzynię automatyczną posiadają cztery tryby jazdy: ekonomiczny, komfortowy, sportowy i manualny. Automatyczna skrzynia biegów posiada dźwignię zmiany biegów Direct Select z manetkami do ręcznej zmiany biegów przy kierownicy.

### Mercedes-Benz EQV
Od 2019 roku produkowana jest odmiana z napędem elektrycznym, która od strony technicznej powstała od podstaw jako drugi model tworzący gamę samochodów na prąd EQ. Samochód wyróżnia się zasięgiem ok. 405 kilometrów i zmodyfikowanym wyglądem pasa przedniego, który wyróżnia się reflektorami wykonanymi w technologii LED i innym kształtem imitacji atrapy „chłodnicy”.
Układ napędowy pojazdu składa się z silnika elektrycznego o mocy 150 kW (204 KM) oraz z umieszczonego pod podłogą pojazdu akumulatora litowo-jonowego o pojemności zainstalowanej 100 kWh. Dzięki funkcji szybkiego ładowania wystarczy ok. 45 min żeby naładować akumulator od 10 do 80%.
Bardzo ważną funkcją samochodu jest dostępność 5 trybów rekuperacji (odzyskiwania energii z wytracania prędkości i hamowania), które można wybierać za pomocą łopatek do zmiany biegów. W wypadku wyboru trybu Auto, samochód sam dostosowuje poziom rekuperacji do warunków drogowych (bazując na danych z nawigacji i radarów), dzięki czemu optymalizuję zasięg i dynamikę jazdy.
Podobnie, jak w przypadku spalinowego odpowiednika, EQV można zamówić w wersji 6, 7, a nawet 8 – osobowej. We wnętrzu znajdziemy też najnowocześniejszy system multimedialny MBUX z 10,25 calowym ekranem dotykowym i sterowaniem głosowym, wywoływanym komendą „Hej, Mercedes!”.